# Тан Їнь
Тан Їнь (*1470 — †7 січня 1524) — визначний китайський художник, каліграф, поет часів династії Мін.

## Життєпис
Походив з родини заможників торговців. Народився у Сучжоу у сучасній провінції Цзянсу. Отримав гарну освіту. Замолоду затоваришував з іншим майбутнім художником Вень Чженміном. Батько останнього, Вень Лінь, став покровителем Тан Їня. У 1493 році помирає батько, у наступному — мати. У 1495 році наклала на себе руки молодша сестра. Незважаючи на це, Тан Ян продовжує здобувати знання. У 1498 році зайняв перше місце на провінціальних іспитах у Нанкіні, отримавши ступінь цзюньши. Після цього вирушив до Пекіна, щоб узяти участь у загальних іспитах. Втім перед самим початком був звинувачений у підкупі екзаменаторів й запроторений до в'язниці. Завдяки зв'язкам Вень Ліня не отримав значного покарання. Згодом у 1509 році Тан Їнь повертається до Сучжоу, відмовившись від намір продовжувати державну кар'єру. У 1519 році він був втягнутий у палацевий заколот, втім зумів виправдатися. Він зосереджується на малюванні, каліграфії та поезії. Жив за рахунок продажу картин, вів розгульне життя. Помер у 1524 році у Сучжоу.

## Творчість
Усього у доробку Тан Їня близько 159 картин. Його вчителем малювання був Шень Чжоу. Згодом познайомився з принципам школи У. Творчість Тан Їня — це суміш шкіл часів династій північна та південна Сун. Працював в яскравій поліхромної гамі у манері «ретельного пензля» («гун-бі») з перевагою коричневого, червоного і зеленого кольорів. Був майстром у різних жанрах: пейзажі — шань-шуй (山水, тобто «живопис гір і вод»), жанрі «квіти і птахи» — хуа-няо (华鸟, «живопис квітів і птахів»), у фігуративному живописі — жень-у (人物, «живопис людських фігур»).
Манера відрізняється винятковою ретельністю малюнка, завдяки чому помітні дрібні деталі у зображенні рослин, гірських форм та людських фігур. Разом з тим, у трактуваннях елементів композиції художник вдається до умовно-архаїзованою стилю, що надає створеному ним пейзажу враження ірреальності.
Серед відомих творів — «Сільські роботи на півдні Китаю», "«Жінка, яка грає на флейті», «Гірський прохід після снігопаду», «Голоси сосен на гірській дорозі», «Призахідний серпанок, самотня качка», «Рибалки на осінній річці».
З творчістю Тан Їня пов'язують важливий етап розвитку такого жанрово-тематичного спрямування жень-у, як «красуні». Він малював жінок, як придворних, так й міщанок. Жінки у нього дорослі, дебелі, з великими грудями, з оголеними ногами, опуклим черевом, важкими стегнами. Окрім цього, художник намагався передати вигляд красунь: тонкі смужки брів, ніжні округлості щік. У місцях опуклостей: чола, носа й підборіддя він додав трохи білої фарби, від чого створився ефект об'ємності. Цей засіб художники стали називати «засобом трьох білих крапок». Найхарактернішим зразком цієї творчості визнана картина «Танцівниці [у] палаці правителя [царства] Шу», інша назва — «Чотири красуні». Його улюбленими персонажами були Бань-цзеюй (наложниця імператора Чен-ді, 32-6 рр. до н. е.) й богиня місяця Чан-е. Всі картини зазначеної тематичної групи виконані у загальній стилістичній манері та побудовані за єдиною композиційною схемою: в кожному творі змістовним центром виступає поодинока жіноча фігура, зазвичай розміщена на тлі окремих елементів пейзажу — гілки дерева або місяця. Зокрема, у картинах «Шовкове віяло під осіннім вітром», «Чан-е».
Вірші Тан Їня — це невеличкі, вдумливі твори. У своїх віршах він описував вади людей — заздрість, продажність та пожадливість. Вірші сповненні вірою у невблаганність долі, сумом та гіркотою. Часто ті вірші, що розпочинаються на оптимістичній ноті, закінчуються жалем та скорботою. Найзначущішою є його поема «Гріхи ченців та черниць».
Тан Їнь також вдосконалив каліграфічний стиль «сіншу» 行书 («шрифт, щоб біжить», курсив).